# Понтійський ярус
Понтійський ярус, понт (рос. понтический ярус, понт, англ. Pontian, нім. Pont(ien) n, Pontium n) — верхній ярус верхнього (пізнього) міоцену Чорноморсько-Каспійського басейну. Від грецьк. «Pontos» — Чорне море.
Охоплював період між 7,246 і 5,333 млн років тому. Відповідає мессінському ярусу. В межах України представлений черепашковими і оолітовими вапняками, піщано-глинистими відкладами на півдні, а також горизонтами пістрявих і червоно-бурих глин на півночі.